# Bogolub Sotirow

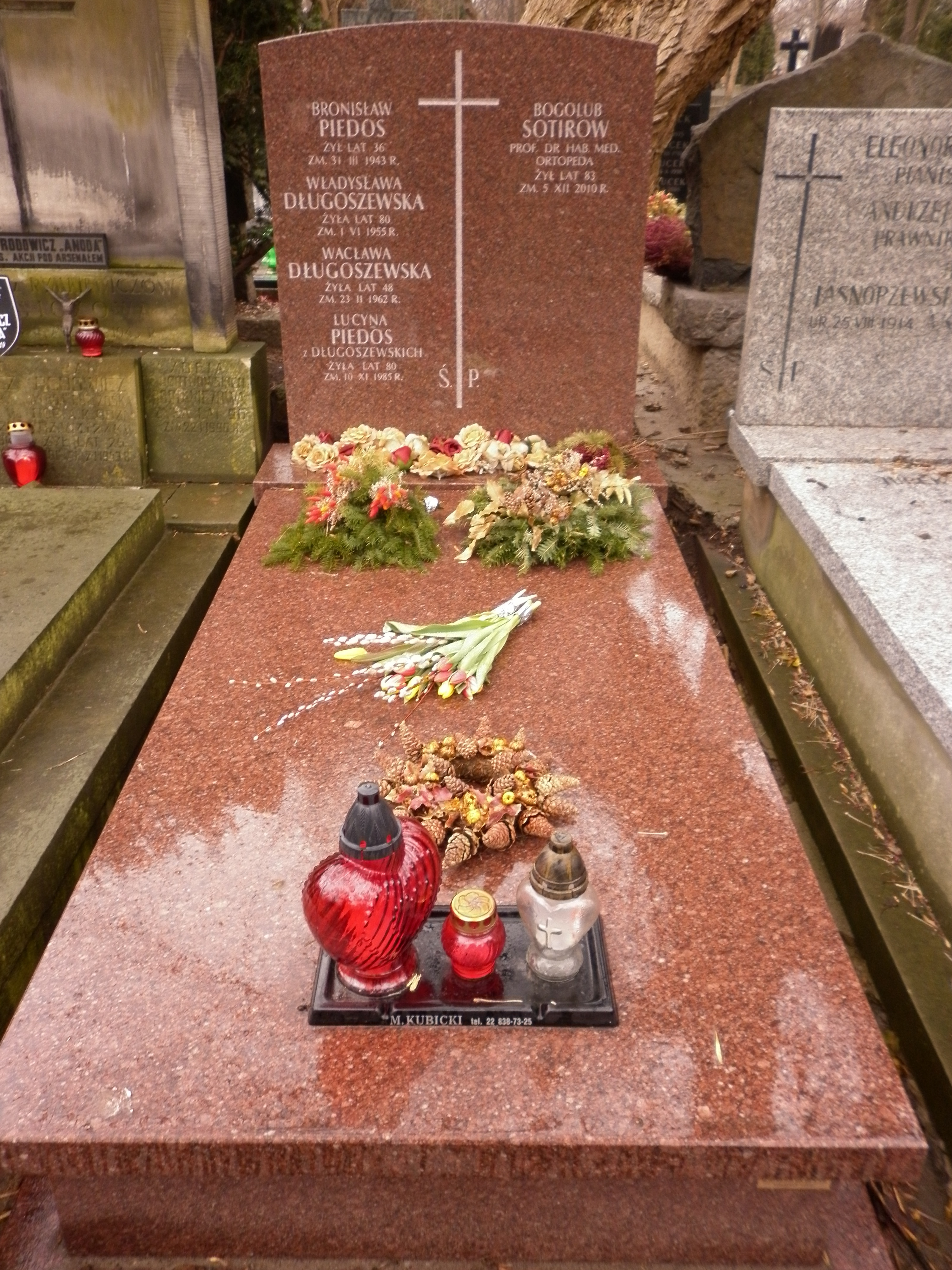
Grób Bogoluba Sotirowa na cmentarzu Powązkowskim

Bogolub Sotirow (ur. w 1927 w Jugosławii - zm. 5 grudnia 2010 w Warszawie) – bułgarski lekarz ortopeda.

## Życiorys
Urodził się w 1927 w Jugosławii. Studiował medycynę w Belgradzie, na Wojskowej Akademii Medycznej. Następnie przeniósł się do Sofii, gdzie odbył staż podyplomowy. W 1957 przyjechał do Polski. Po kilku latach otrzymał polskie obywatelstwo. Pracował pod kierunkiem, profesorów Adama Grucy, Mariana Garlickiego, Andrzeja Seyfrieda Degi, Weissa. Otrzymał etat w klinice ortopedycznej Akademii Medycznej w Warszawie. W 1969 uzyskał stopień doktora nauk medycznych. Równolegle pracował w sanatorium ortopedyczno-rehabilitacyjnym i neurologicznym dla dzieci w Zagórzu koło Warszawy, gdzie głównie leczył przypadku choroby Heinego-Medina. Po powstaniu Wojewódzkiego Zespołu Chirurgii Urazowej, Ortopedii i Rehabilitacji mianowany dyrektorem. Funkcję pełnił do 13 października 1976. W 1973 po uzyskaniu stopnia doktora habilitowanego rozpoczął pracę na stanowisku dyrektora naczelnego w Szpitalu Chirurgii Ortopedyczno-Urazowej w Otwocku. Jednocześnie prowadził oddział ortopedii dla dzieci i młodzieży. W tym czasie uzyskał tytuł profesora. W Otwocku pracował przez 30 lat. Równolegle z pracą w szpitalu pracował w Lecznicy Rządowej w Warszawie oraz w Lecznicy Profesorsko-Ordynatorskiej „Alfa”. Wykładał również anatomię na Politechnice Radomskiej na Wydziale Technologii Obuwia. Zmarł 5 grudnia 2010 w Warszawie. Został pochowany na cmentarzu Powązkowskim (kwatera 228-1-11).